# 老挝驻长沙总领事馆
老挝人民民主共和国驻长沙总领事馆是老挝政府于中华人民共和国长沙市设立的外交代表机构。

## 领馆信息
在中华人民共和国成立以前，日本、英国、美国、比利时、挪威、奥匈帝国等国家曾经在长沙设立领事馆，但是均在中华人民共和国成立前裁撤。2017年，老挝在长沙建立总领事馆，领区为湖南、湖北、河南、贵州等省份。该总领馆于2017年12月23日正式开馆，馆址位于长沙市芙蓉区解放东路300号。为中华人民共和国成立以来位于长沙市的首个总领事馆。

### 工作时间
| 周一至周五                 | 周六至周日 |
| -------------------------- | ---------- |
| 上午9点到12点 下午2点到5点 | 休息       |

## 历任总领事
- 本·印塔巴迪（Boun Inthabandith）[6]
- 颂奇·旺康（Somkhit Vankham）[7]